# 11月30日
11月30日是公历一年中的第334天（闰年第335天），离全年结束还有31天。

## 大事记

### 4世紀
- 383年：淝水之战：东晋击退前秦的攻击。

### 17世紀
- 1609年：伽利略第一次用望远镜观测月球。
- 1621年：明朝永宁宣抚司奢崇明在重庆发动叛乱，建立大梁国，史称“奢安之乱”。
- 1652年：荷兰舰队在英国邓杰内斯附近打败英国舰队。
- 1700年：瑞典國王卡爾十二世率領部隊在納爾瓦戰役中擊敗入侵的俄羅斯沙皇彼得大帝，大北方戰爭全面爆發。

### 18世紀
- 1782年：美国与英国的代表在巴黎签订初步停战条约，美国独立战争结束。
- 1786年：托斯卡纳大公利奥波多统治的托斯卡納大公國成为近现代首个废除死刑的国家。

### 19世紀
- 1829年：加拿大伊利湖和安大略湖的威蘭運河正式開通，讓船隻得以避開航行。
- 1853年：俄羅斯帝國黑海艦隊成功在錫諾普殲滅鄂圖曼帝國艦隊，促使克里米亞戰爭擴大。
- 1872年：英格蘭足球代表隊與蘇格蘭足球代表隊於格拉斯哥進行史上第一場正式國際足球賽事。

### 20世紀
- 1924年：人类首次通过无线电波将一张图片传送过大西洋。
- 1936年：英国伦敦為世界博覽會而興建的水晶宫在一场火灾中被焚毁。
- 1939年：第二次世界大戰：蘇聯紅軍藉口四天前發生的炮擊事件，向芬蘭發動大型攻勢並推進至曼納海姆防線。
- 1940年：日本帝國宣布承认汪精卫政权。
- 1941年：日本通知其盟友納粹德國，日美將會開戰。
- 1951年：中華人民共和國文艺界展开“整风学习运动”。
- 1953年：布干達卡巴卡（英语：Kabaka of Buganda）穆特薩二世被英國駐烏干達總督安德魯·科恩（英语：Andrew Cohen (colonial administrator)）暫時廢位並流放（英语：Kabaka crisis）到倫敦。
- 1954年：一顆隕石墜落於美國亞拉巴馬州，造成一名婦人受傷，成為有紀錄以來第一顆造成人員受傷的天外物體。
- 1962年：缅甸外交家吴丹正式就任联合国第三任秘书长。
- 1966年：巴巴多斯脱离英国殖民统治，宣告独立。
- 1967年：南也门宣布独立。
- 1971年：中美两国政府宣布，尼克松将于次年访问中国。
- 1975年：香港九廣鐵路紅磡火車站啟用，所有往羅湖的火車從當日起改以該站為總站。
- 1979年：平克·佛洛伊德所制作的摇滚歌剧概念专辑《迷墙》首次发布。
- 1981年：美国与苏联在日内瓦会谈，谈判减少两国部属在欧洲的核武器数量。
- 1982年：美國歌手麦可·杰克森的第二张专辑《顫慄》推出，之后以1.04亿张成为全球最畅销专辑。
- 1993年：中国性病艾滋病防治协会在北京成立。
- 1998年：柬埔寨王国联合政府成立。
- 1998年：中国四通利方与美国华渊资讯公司合并组成中国最大的互联网门户站新浪网。
- 1999年：反全球化人士在美国西雅图举行大规模游行（英语：1999 Seattle WTO protests），导致原定举行的世界贸易组织会议开幕式被迫取消。

### 21世紀
- 2006年：微软全球同步发行商用版Windows Vista。
- 2009年：香港灣仔莊士敦道一間有60年歷史的龍門大酒樓結業。
- 2009年：中国山东省暨青岛市首个地铁建设项目奠基。
- 2011年：香港旺角花園街一列小販排檔發生四級火警，造成9人死亡34人受傷。
- 2012年：台灣論壇關站。[1]
- 2013年：乌克兰特警部队别尔库特部队与亲欧盟示威者于首都基辅发生暴力冲突，包括接下来的几天内造成接近200人受伤，使亲欧盟示威活动愈演愈烈。
- 2014年：荷蘭城市祖特爾烏德的一座養雞場爆發高致病性H5N8禽流感，自11月16日以來已屬第5起，共有2.8萬隻雞已經被處理。[2][3]
- 2018年：第41任美国总统乔治·赫伯特·沃克·布什逝世。
- 2020年：香港首間有效期終止模擬電視廣播年代並踏入香港全面數碼電視廣播時代。
- 2021年：加勒比海島國巴貝多正式結束大英國協王國身份並成為共和國，現任總督桑德拉·梅森出任首任總統。[4]
- 2022年：前任中華人民共和國最高領導人江泽民在上海逝世。

## 出生
- 538年：都爾的額我略、都爾主教，高盧、羅馬史學家、基督教聖人（594年逝世）
- 1427年：卡齐米日四世，波蘭國王（1492年逝世）
- 1508年：安德烈亚·帕拉弟奥，義大利建築師（1580年逝世）
- 1667年：乔纳森·斯威夫特，英国諷刺文學大師，《格列佛遊記》作者（1745年逝世）
- 1670年：约翰·托兰德，英國哲學家（1722年逝世）
- 1756年：恩斯特·克拉德尼，德國物理學家、音樂家（1827年逝世）
- 1761年：史密森·特南特，英國化學家，元素銥和鋨的發現者（1815年逝世）
- 1796年：卡尔·勒韦，德國作曲家、歌唱家（1869年逝世）
- 1813年：夏尔-瓦朗坦·阿尔康，法國作曲家、鋼琴家（1888年逝世）
- 1817年：特奥多尔·蒙森，德國古典學者、法學家，1902年諾貝爾文學獎得主（1903年逝世）
- 1825年：威廉·阿道夫·布格罗，法國學院派畫家（1905年逝世）
- 1835年：马克·吐温，美國幽默大師，代表作（1910年逝世）
- 1847年：阿方索·佩纳，巴西政治人物，第6任巴西總統（1912年逝世）
- 1858年：贾格迪什·钱德拉·博斯，孟加拉物理學家，無線電之父（1937年逝世）
- 1863年：安德烈·滂尼发秀，菲律賓独立时期臨時政府首任主席（1897年逝世）
- 1869年：古斯塔夫·达伦，瑞典物理學家，1912年諾貝爾物理學獎得主（1937年逝世）
- 1874年：露西·莫德·蒙哥馬利，加拿大作家，《清秀佳人》作者（1942年逝世）
- 1874年：温斯顿·丘吉尔，英國政治人物、作家，前任英國首相，1953年諾貝爾文學獎得主（1965年逝世）
- 1877年：杉山靖憲，日本新聞記者、政治人物
- 1885年：马占山，中国抗日名将（1950年逝世）
- 1885年：阿爾貝特·凱塞林，德國空軍元帥，納粹德國最具指揮能力的將領之一（1960年逝世）
- 1889年：埃德加·阿德里安，英國電生理學家，1932年諾貝爾生理學或医學獎得主（1977年逝世）
- 1896年：罗章龙，中国共产党早期领导人（1995年逝世）
- 1906年：約翰·狄克森·卡爾，美國推理小說家（1977年逝世）
- 1907年：阿爾弗雷德·施米特，法國天文學家（1975年逝世）
- 1915年：亨利·陶布，美國化學家，1983年諾貝爾化學獎得主（2005年逝世）
- 1923年：趙南哲，韓國現代圍棋之父（2006年逝世）
- 1926年：理查德·克里納，美國演員（2003年逝世）
- 1926年：安德魯·沙利，美國內分泌學家，1977年諾貝爾生理學或醫學獎得主（2024年逝世）
- 1931年：布魯斯·穆雷，美國行星科學家、地質學家（2013年逝世）
- 1932年：鄭光美，中國動物學家、鳥類學家（2023年逝世）
- 1936年：周采芹，英國演員
- 1937年：千千松幸子，日本女性聲優
- 1937年：雷利·史考特，英國電影導演
- 1938年：井上真樹夫，日本男性聲優、演員（2019年逝世）
- 1940年：保利·內瓦拉，芬蘭男子田徑運動員（2025年逝世）
- 1942年：劉邦友，臺灣政治人物，第11、12任桃園縣縣長（1996年逝世）
- 1943年：泰倫斯·馬利克，美國電影導演、編劇、製作人
- 1944年：喬治·克拉漢姆，蘇格蘭足球員、主教練
- 1944年：约瑟夫·博阿凯，賴比瑞亞農業學家、商人、政治人物，現任賴比瑞亞總統
- 1947年：塞爾希奥·卡斯蒂略，智利詩人，詩的超寫實主義開創者
- 1949年：馬修·費斯汀，第79任馬爾他騎士團大教長（2021年逝世）
- 1950年：金昌柱，中國古生物學家
- 1951年：陳勳奇，香港電影導演、監製、演員
- 1952年：羅啟銳，香港電影導演、編劇（2022年逝世）
- 1952年：周美青，台灣中華民國第12、13任總統馬英九夫人
- 1954年：勞倫斯·薩默斯，美國經濟學家，第8任美國國家經濟會議主席
- 1955年：凱文·康羅伊，美國男演員、配音員（2022年逝世）
- 1955年：比利·爱多爾，英國音樂家、歌手
- 1955年：墨里西·拉馬略，巴西退役足球運動員和現任主教練
- 1957年：瑪格麗特·斯佩林斯，第8任美國教育部部長
- 1958年：楊昌洙，韓國外交官，第10任駐台北韓國代表部代表
- 1958年：品海，香港企業家
- 1960年：加里·萊因克爾，英國退役足球運動員、BBC體育節目主持人
- 1962年：呂文生，台灣棒球選手，前中華職棒統一7-ELEVEn獅總教練
- 1962年：博·杰克逊，美國前棒球、美式足球運動員
- 1965年：李景唐，臺灣男性配音員
- 1965年：秋篠宮文仁親王，日本皇室成員
- 1965年：班·史提勒，美國演員、監製、導演、節目主持人
- 1965年：凱文·鮑爾森，美國新聞從業員
- 1968年：松本梨香，日本女性聲優
- 1969年：艾米·瑞恩，美國女演員
- 1971年：何蔚庭，馬來西亞電影導演
- 1971年：克麗絲蒂·諾姆，美國政治人物
- 1971年：伊凡·羅德里奎茲，波多黎各職業棒球選手
- 1972年：劳春燕，中国东方卫视主持人
- 1972年：阿貝爾·沙維爾，葡萄牙足球運動員
- 1973年：基斯頓，加拿大摔角手、演員
- 1974年：鍾漢良，香港男演員
- 1974年：李恩至，臺灣職業攀岩運動員
- 1975年：徐正妍，韓國女演員
- 1975年：本·撒切爾，威爾斯足球運動員
- 1976年：簡慕華，香港女演員
- 1977年：齊藤和巳，日本職棒選手
- 1977年：王铮亮，中國男歌手
- 1978年：克萊·艾肯，美國歌手
- 1978年：蓋爾·賈西亞·貝納，墨西哥電影演員、導演
- 1979年：何俊賢，香港漁農界立法會議員
- 1979年：安迪斯·诺西奥尼，阿根廷NBA職業籃球運動員
- 1979年：伊琳娜·韋列休克，烏克蘭社會活動家、政治人物，現任烏克蘭副總理
- 1980年：謝恩·維克托里諾，美國職棒大聯盟洛杉磯道奇外野手
- 1981年：葉家妤，台灣女演員
- 1981年：羅晋，中國男演員
- 1981年：理查·哈登，加拿大籍美國職棒大聯盟奧克蘭運動家先發投手
- 1982年：志村由美，日本女性聲優
- 1982年：鄭愛妍，韓國女演員
- 1982年：伊麗莎·庫斯伯特，加拿大女演員
- 1982年：克蕾曼絲·波西，法國演員、時尚模特兒
- 1983年：克里斯·平田，美國宇宙學家、天體物理學家
- 1984年：劉伊心，台灣演員
- 1984年：吳芷寧，香港明珠台新聞從業員
- 1984年：，蘇格蘭足球運動員
- 1984年：尼熱爾·德容，荷蘭足球運動員
- 1985年：馨子，中國女演員
- 1985年：沈韋汝，台灣藝人
- 1985年：宮崎葵，日本女演員
- 1985年：滿島光，日本女演員
- 1985年：凯莉·库柯，美國女演員
- 1985年：克莉絲汀·泰根，美國模特兒
- 1986年：曹雅雯，台灣歌手
- 1986年：乔丹·法玛尔，美國NBA籃球運動員
- 1987年：道基·波伊特，英國樂團McFLY貝斯手
- 1987年：丹尼尔·诺沃亚，厄瓜多政治人物，現任厄瓜多總統
- 1988年：黃穎君，香港女演員
- 1988年：沃伊切赫·薩倫巴，波蘭計算機科學家
- 1988年：弗拉迪米爾·魏斯，斯洛伐克職業足球運動員
- 1990年：馬格努斯·卡爾森，挪威西洋棋特級大師
- 1991年：黃偉軒，臺灣企業家
- 1992年：黃景瑜，中國男演員
- 1992年：山岸逢花，日本AV女優
- 1993年：知念侑李，日本男子偶像團體Hey! Say! JUMP成員
- 1994年：尼亞·休斯頓，美國男子滑板運動員
- 1997年：刘蕙瑕，中國女子跳水運動員
- 1995年：川島零士，日本男性聲優
- 1995年：小山百代，日本女性聲優
- 1997年：伊藤舞雪，日本AV女優
- 1998年：戶谷菊之介，日本男性聲優
- 1998年：伊藤純奈，日本女子偶像團體乃木坂46成員
- 1999年：加賀楓，日本女子偶像團體早安少女組。成員
- 2002年：宋刑準，韓國男子偶像團體CRAVITY成員
- 2002年：金娜英，韓國女子偶像團體LIGHTSUM成員
- 2003年：野村康太，日本男演員
- 2007年：楊秉頤，香港女歌手
- 生年不詳：甲斐田幸，日本女性聲優

## 逝世
- 577年：齐后主高緯，北齊皇帝（556年出生）
- 1016年：剛勇者愛德蒙，英格蘭國王（988年出生）
- 1602年：立花誾千代，日本戰國女城主（1569年出生）
- 1603年：威廉·吉尔伯特，英国物理学家（1540年出生）
- 1647年：博納文圖拉·卡瓦列里，意大利幾何學家（1598年出生）
- 1718年：卡爾十二世，瑞典國王（1682年出生）
- 1761年：约翰·多伦德，英国光学仪器与望远镜制造商（1706年出生）
- 1803年：弗朗索瓦·馬里·多丹，法國動物學家（1776年出生）
- 1850年：傑邁因·亨利·赫斯，俄国化学家（1802年出生）
- 1900年：奥斯卡·王尔德，愛爾蘭作家（1854年出生）
- 1908年：西之海嘉治郎，日本相撲力士，第16代橫綱（1855年出生）
- 1921年：赫爾曼·阿曼杜斯·施瓦茨，德國數學家（1843年出生）
- 1930年：瓊斯夫人，美國工會組織者（1830年出生）
- 1935年：費爾南多·佩索亞，葡萄牙詩人、作家（1888年出生）
- 1939年：库恩·贝拉，匈牙利共产主义领导人（1886年出生）
- 1941年：汉斯·希伯，德国共产党员（1896年出生）
- 1947年：吉岡安直，日本陸軍中將（1890年出生）
- 1954年：威尔海姆·富特文格勒，德国作曲家、指挥家（1886年出生）
- 1958年：艾蓋瓦里·耶內，匈牙利數學家（1891年出生）
- 1967年：派屈克·卡范納，愛爾蘭詩人和小說家（1904年出生）
- 1969年：陶铸，中华人民共和国政治家（1908年出生）
- 1977年：吴有训，中國物理学家（1897年出生）
- 1984年：林有福，新加坡政治家（1914年出生）
- 1989年：阿尔弗雷德·赫尔豪森，德意志银行总裁（1930年出生）
- 1990年：唐圭璋，中国文史学家及教育家（1901年出生）
- 1998年：谭宗尧，中国话剧演员（1944年出生）
- 1999年：黃信介，臺灣政治人物，民主進步黨創始人之一（1928年出生）
- 2000年：沈澄，香港法官（1935年出生）
- 2012年：因德爾·庫馬爾·古吉拉爾，印度政治人物，第12任印度總理（1919年出生）
- 2013年：保羅·沃克，美國好萊塢男星（1973年出生）
- 2014年：吳清源，华裔日本棋手（1914年出生）
- 2015年：水木茂，日本人氣漫畫《鬼太郎》作者（1922年出生）
- 2015年：孫季卿，香港資深甘草演員（1932年出生）
- 2016年：彭長貴，台灣「湘菜廚神」（1918年出生）
- 2016年：薇薇安，台灣星座專家（1973年出生）
- 2018年：乔治·赫伯特·沃克·布什，曾任第41任美国总统（1924年出生）
- 2019年：区棠亮，中国记者（1914年出生）
- 2021年：喬納森·彭羅斯，英國西洋棋棋手、特級大師（1933年出生）
- 2022年：江泽民，前中华人民共和国最高领导人，曾任中共中央总书记、中国国家主席、中共中央军委主席兼中國中央軍委主席（1926年出生）
- 2023年：戴理德，英國政治人物（1953年出生）

## 节假日和习俗
- 生命之城日（英语：Cities for Life Day）
- 阿联酋：紀念日（英语：Commemoration Day）
- ：独立日
- ：国庆日
- 以色列：犹太人被阿拉伯国家和伊朗驱逐纪念日
- 澳門：海島市日
- 菲律賓：安德烈·滂尼發秀紀念日
- 也门民主人民共和国：独立日
- 南非：世界女王节